# Danilo Baltieri
Danilo Antônio Baltieri (mais conhecido como Danilo Baltieri) é um psiquiatra brasileiro especialista em transtornos sexuais. Ele é conhecido por seu trabalho no tratamento psiquiátrico de pessoas com pedofilia e outras acusadas de crimes sexuais, e por seus estudos sobre o assunto.
Baltieri é mestre, doutor e Professor Livre-Docente pelo Departamento de Psiquiatria da Faculdade de Medicina da Universidade de São Paulo (USP). Em 2003, ele fundou o Ambulatório de Transtornos da Sexualidade da Faculdade de Medicina do ABC (ABSex), um instituto que oferece tratamento terapêutico a pessoas com pedofilia, em Santo André (São Paulo).
Colunista do site VyaEstelar

## Vida pessoal
Baltieri nasceu em uma família italiana no início dos anos 70. Ele considera-se católico, mas diz incomodar-se com o fanatismo religioso.
Segundo uma reportagem do UOL, ele atende em um bairro nobre de São Paulo.

## Posições científicas

### Tratamento psiquiátrico para pessoas com pedofilia
Sem prejuízo às sanções judiciais em caso de crimes, Baltieri é a favor do tratamento da pedofilia também como um transtorno mental dentro e fora das penitenciárias, a fim de reduzir futuros abusos sexuais.
Em 2019, Baltieri criticou o governo brasileiro pela sua falta de investimentos em prevenir o abuso sexual infantil mediante tratamentos psiquiátricos. Em suas palavras, a falta de investimentos na área se dá porque o tratamento psiquiátrico de pedófilos "não dá votos".

### Prevalência da pedofilia entre abusadores sexuais
Baltieri defende que, em sua experiência, a prevalência de pedófilos entre seus pacientes acusados de crimes sexuais é de 20% a 30%.

## Controvérsias

### Advocacia em favor da castração química
Em 2007, Baltieri foi criticado pela comunidade médica pelo seu posicionamento a favor da castração química de certos criminosos sexuais.
Em resposta, sua proposta foi comparada por outros colegas de profissão como "medieval" e análoga a experimentos nazistas de campos de concentração. O Cremesp (Conselho Regional de Medicina de São Paulo) entrou com uma sindicância contra o psiquiatra, que foi extinta em 2010.
Segundo uma reportagem de 2019, Baltieri defende que apenas 5% dos pedófilos precisam de castração química. Baltieri é a favor da adoção do termo "tratamento hormonal" ao invés de "castração química".